# Мосальский, Василий Семёнович Кольцо
Князь Василий Семёнович Мосальский по прозванию Кольцо (ум. 1577) — московский дворянин, воевода и казначей во времена правления Ивана IV Васильевича Грозного,
Родоначальник князей Кольцовых-Мосальских. Сын князя Семёна Михайловича Старого Мосальского (см. Критику), находившегося в литовском подданстве. Его сыновья: Василий, Андрей, Роман и Пётр Семёновичи в первой половине XVI века перешли в русское подданство.

## Биография
В 1534 году упоминается в Актах Великого княжества Литовского, как бежавший в Москву.
В 1550 году пожалован в состав московского дворянства. В это же время упомянут в Дворовой тетради, как тысячник 3-й статьи из Мосальский князей.
В 1554 году в числе поезжан участвовал на свадьбе казанского царя Симеона Бекбулатовича.
В марте 1562 года поручился с другими детьми боярскими по князю Ивану Дмитриевичу Бельскому в 10 тысяч рублей в его верности.
В 1562—1563 годах участвовал в Полоцком походе, спал в государевом стане.
Весною 1565 года воевода в Ряжском городе.
В 1568 году второй воевода в Туле.
В 1570 году пристав при крымских гонцах оставшихся в Москве.
В 1571—1572 годах князь Василий Мосальский был обвинён перед Романом Олферьевым.
В разрядах 1572 года упоминается казначей князь Василий Мосальский. В том же году являл государю турецкого купца и оставался в числе осадных воевод в Москве, по случаю отъезда Ивана Грозного в Новгород.
В 1573 году показан казначеем, был при раздаче денежного жалования вышедшим из плена детям боярским. В этом же году послан на помощь Ругодиву (Нарве) против немцев.
В 1575 году второй воевода в Ругодиве.
Умер в 1577 году.

## Семья
От брака с неизвестной имел детей:
- Князь Кольцов-Мосальский Владимир Васильевич[7] (ум. 1610) — московский дворянин, воевода и боярин.

## Критика
В большинстве первичной и вполне авторитетной литературы, он указан, как сын князя Василия Михайловича Мосальского, о чём отражено: Бархатная книга, «Российская родословная книга» Долгорукова и в труде Н. Е. Бранденбурга «Род князей Мосальских». В то же время, в некоторых изданиях, он указан, как сын брата Василия Михайловича — Семёна Михайловича. К примеру, Леонтий Войтович «Княжеские династии восточной Европы» и Славянская Энциклопедия (Киевская Русь и Московия).
Первым, кто обратил внимание, что потомство Семёна Михайловича и Василия Михайловича перепутаны в Бархатной книге, был Г. А. Власьев в работе «Потомство Рюрика». И соответственно родоначальником Кольцовых-Масальских был Василий Семёнович Мосальский, имевший прозвище Кольцо, а Василий Михайлович Литвин Мосальский стал родоначальником рода Литвиновых-Мосальских.
М.Г. Спиридов в своём научном труде именует князя Василия Семёновича князем Василием Васильевичем по прозванию Кольцо, с подтверждением выше описанных служб, показывает его сыном князя Василия Васильевича Кольцова-Мосальского и показывает у него единственного сына тоже Василия Васильевича Кольцова-Мосальского, а не князя Владимира Васильевича, хотя все службы сходны.
П.Н. Петров в Истории родов русского дворянства подтверждает версию М.Г. Спиридова, что родоначальник князь Василий Васильевич, но показывает у него сына князя Владимира Васильевича.
В поколенной росписи поданной в 1682 году в Палату родословных дел князь с прозванием Кольцо показаны князь Василий Семёнович Кольцо-Мосальский и его сын Владимир Васильевич Кольцо-Мосальский.